# Val de Briey
Val de Briey község Franciaország Grand Est régiójában, Meurthe-et-Moselle megyében. Új községként 2017. január 1-jén jött létre Briey, Mancieulles és Mance korábbi község egyesítésével. Az egyesüléskor az új község lélekszáma 8409 fő lett.

## Népesség
| Lakosok száma | 8175 | 8293 | 8228 | 8148 | 8069 | 8041 | 7996 | 7906 |
|               | 2013 | 2015 | 2017 | 2018 | 2019 | 2020 | 2021 | 2022 |